# Згущувач

Зони осадження пульпи в згущувачах. А –зона проясненої рідини; В — зона вихідної пульпи; С — зона згущення

Згущувач (рос. сгуститель, англ. thickener, нім. Eindicker m, Eindickergefäß n, Absetzbehälter m) — машина для згущення пульпи, гідравлічної класифікації або прояснення шламової води методом устоювання. У ширшому розумінні — машина або апарат для розділення пульп (суспензій) на тверду і рідку фази під дією сил тяжіння, відцентрового і магнітного поля. 
За конструктивними ознаками З. поділяють на радіальні, пірамідальні відстійники, пластинчаті (прямоточні і протиточні), віброзгущувачі, гідроциклони, гідросепаратори, відсаджувальні центрифуги, фільтри-згущувачі, магнітні З. На збагачувальних фабриках частіше за все застосовують: радіальні, циліндричні (циліндро-конічні), пластинчасті З. та пірамідальні відстійники — з осадженням твердої фази у гравітаційному полі, а також гідроциклони та осаджувальні й осаджувальнофільтруючі центрифуги — для згущення у відцентровому полі.